# AD Геркулеса
AD Геркулеса (лат. AD Herculis), HD 349425 — кратная звезда в созвездии Геркулеса на расстоянии приблизительно 1907 световых лет (около 585 парсек) от Солнца.
Пара первого и второго компонентов — двойная затменная переменная звезда типа Алголя (EA). Видимая звёздная величина звезды — от +11,17m до +9,7m. Орбитальный период — около 9,7666 суток.
Открыта Эпплгейтом*.

## Характеристики
Первый компонент (HD 349425Aa) — белая звезда спектрального класса A4V, или A5. Масса — около 1,79 солнечной, радиус — около 2,18 солнечного, светимость — около 20,893 солнечной. Эффективная температура — около 8350 K.
Второй компонент (HD 349425Ab) — оранжево-жёлтая звезда спектрального класса K2, или G9IV. Масса — около 0,59 солнечной, радиус — около 6,54 солнечного, светимость — около 12,023 солнечной. Эффективная температура — около 4210 K.
Третий компонент — красный карлик спектрального класса M. Масса — около 280,56 юпитерианской (0,2678 солнечной). Удалён в среднем на 2,029 а.е..
Четвёртый компонент (HD 349425B) — оранжевая звезда спектрального класса K. Видимая звёздная величина звезды — +11,16m. Радиус — около 6,19 солнечного, светимость — около 16,635 солнечной. Эффективная температура — около 4684 K. Удалён на 4,8 угловой секунды.